# Žabeň
Žabeň (in tedesco Schaben) è un comune della Repubblica Ceca facente parte del distretto di Frýdek-Místek, nella regione della Moravia-Slesia.

## Storia

### Simboli
Il comune ha come proprio simbolo una rana (in ceco žába) in campo d'argento, arma parlante con riferimento al toponimo.
La composizione dello stemma e della bandiera è stata approvata dal consiglio comunale il 26 febbraio 1998 e successivamente ha ricevuto il riconoscimento ufficiale da parte del presidente della Camera dei deputati del Parlamento della Repubblica Ceca il 4 giugno dello stesso anno.